# Tczew (district)
Tczew (powiat tczewski) is een Pools district (powiat) in de woiwodschap Pommeren. Het district heeft een oppervlakte van 697,54 km² en telt 116.040 inwoners (2014).

## Gemeenten
De powiat omvat zes gemeenten.
Stadsgemeente:
- Tczew (Dirschau)

Stads- en landgemeente:
- Gniew (Mewe)
- Pelplin (Pelplin)

### Landgemeinden
- Morzeszczyn (Morroschin)
- Subkowy (Subkau)
- Tczew-land

Stadsdistricten:
Gdańsk · Gdynia · Słupsk · Sopot

Districten:
Bytów · Chojnice · Człuchów · Gdańsk · Kartuzy · Kościerzyna · Kwidzyn · Lębork · Malbork · Nowy Dwór Gdański · Puck · Słupsk · Starogard · Sztum · Tczew · Wejherowo

Grootste steden:
Chojnice · Gdańsk · Gdynia · Kwidzyn · Lębork · Malbork · Rumia · Słupsk · Sopot · Starogard Gdański · Tczew · Wejherowo